# Antoni Rączaszek
Antoni Szczepan Rączaszek (ur. 14 grudnia 1898 w Czeladzi, zm. 11 marca 1957 w Warszawie) – działacz samorządowy i społeczny, burmistrz Czeladzi, prezydent miasta Grodna, następnie Tomaszowa Mazowieckiego.

## Życiorys

### Edukacja
W 1916 ukończył Szkołę Handlową w Będzinie. Jako syn właściciela gospodarstwa rolnego rozpoczął w 1919 studia rolnicze na Uniwersytecie Jagiellońskim, ale przerwał je w 1920 wstępując ochotniczo do Wojska Polskiego w okresie wojny polsko-sowieckiej. Po demobilizacji studia kontynuował w Poznaniu. Ukończył je w 1923 na Wydziale Rolniczo-Leśnym Uniwersytetu Poznańskiego. Studiował także prawo i języki francuski, niemiecki, rosyjski.

### Urzędy i pełnione funkcje
- 1924–1927 Burmistrz Czeladzi.
- 1927–1929 Kierownik Wydziału Pracy i Opieki Społecznej Województwa Poleskiego.
- 1929–1930 Komisarz i Prezydent miasta Grodna.
- 1930–1935 Wojewódzki Inspektor Samorządowy w Urzędzie Wojewódzkim Białostockim.
- 1935–1939 Prezydent miasta Tomaszowa Mazowieckiego.
- 1945–1949 Dyrektor i współwłaściciel firmy „Celofan W. Rączaszek i S-ka”.
- 1956–1957 pracownik Biura Projektów Zjednoczenia Miejskiego Warszawa-Północ.

### Pobyt w Tomaszowie Mazowieckim
Dnia 30 marca 1935 Rączaszek został mianowany tymczasowym prezydentem komisarycznym Tomaszowa Mazowieckiego. Niebawem Rada Miejska powołała go oficjalnie na to stanowisko. Urząd ten pełnił aż do września 1939 roku. Rączaszek przeprowadził kontrolę funkcjonowania instytucji kierowanych lub nadzorowanych przez prezydenta miasta w zakresie uzyskanych wyników, zwłaszcza finansowych. Zreorganizował funkcjonowanie przedsiębiorstw miejskich. Zajmował się budową nowych szkół, kulturą, sprawami zdrowia, bezrobocia i opieką społeczną, organizacją wypoczynku letniego dla dzieci z rodzin robotniczych. Z jego inicjatywy Instytut Spraw Społecznych na podstawie ankiet przeprowadził badania zjawiska bezrobocia. Sporządzał plany regulacji i zabudowania miasta. Z powodu kryzysu gospodarczego i niemożności zaciągnięcia kredytu wiele planowanych inwestycji nie zostało zrealizowanych.
W Tomaszowie powołał (wspólnie z żoną Czesławą) Towarzystwo Przyjaciół Nauki, Literatury i Sztuki. Był członkiem Rady Wojewódzkiej Bezpartyjnego Bloku Współpracy z Rządem (BBWR), aktywistą BBWR w Tomaszowie, potem Obozu Zjednoczenia Narodowego (OZN).

### Okupacja
3 września 1939 udał się z Tomaszowa do Warszawy, aby oddać się do dyspozycji władz. Kazano mu udać się na wschód. Dotarł do Brześcia. Po zakończeniu działań wojennych powrócił do Tomaszowa Mazowieckiego. Niebawem został aresztowany przez gestapo i osadzony w więzieniu w Piotrkowie Trybunalskim. Po zwolnieniu w styczniu 1940 wyjechał do Czeladzi. Tam prowadził rodzinne gospodarstwo rolne.

### Działalność społeczna
- W czasie studiów był prezesem Chrześcijańskiego Związku Akademicków na Uniwersytecie Poznańskim.
- Był prezesem Koła Miłośników Historii, Literatury i Sztuki w Białymstoku (przez 3 lata).
- Po II wojnie światowej był prezesem Koła Związku Samopomocy Chłopskiej (1945–1948). Działał w Ochotniczej Straży Pożarnej w Czeladzi. Przewodniczył Komitetowi Odbudowy Stolicy i Związkowi Zachodniemu w Czeladzi.

### Wybrane publikacje
- Opieka społeczna, jej zadania i znaczenie, Kronika miasta Grodna 1929, t. 1.
- Polityka terenowa w samorządach, Samorząd Miejski 1934, t. 8.
- Urbanizacja jako problem kultury w Polsce, Pion 1935, t. 3.

Oprócz publikacji na tematyki społeczne, samorządowe i urbanistyczne pisał wiersze (nieliczne wydano drukiem w czasopismach lokalnych).

### Rodzina
- Był synem Józefa Rączaszka, właściciela gospodarstwa rolnego w Czeladzi i Wiktorii z Modłów.
- Żoną Antoniego Rączaszka była Czesława Niemyska-Rączaszkowa (1905–1974), pisarka, działaczka kulturalna.
- Miał z nią córkę Marię (1931–1992) i syna Krzysztofa (1938–1966).

## Ordery i odznaczenia
- Złoty Krzyż Zasługi (9 listopada 1932)[1]
- Srebrny Wawrzyn Akademicki (7 listopada 1936)[2]
- Medal Dziesięciolecia Odzyskanej Niepodległości